# Jag giver mitt allt åt Jesus
Jag giver mitt allt åt Jesus är en sång från 1915 med text och musik av David Wickberg. Sången finns även insjungen på en CD-skiva med en alternativ melodi av Erik Silfverberg.

## Publicerad i
- Frälsningsarméns sångbok 1929 som nr 194 under rubriken "Helgelse - Överlåtelse och invigning".
- Musik till Frälsningsarméns sångbok 1930 som nr 194
- Frälsningsarméns sångbok 1968 som nr 168 under rubriken "Helgelse".
- Frälsningsarméns sångbok 1990 som nr 417 under rubriken "Helgelse".
- Sångboken 1998 som nr 56.